# Hẻm núi Linh dương
Hẻm núi Antelope hay hẻm núi Linh Dương (tiếng Anh: Antelope Canyon) là một hẻm núi được nhiều người tham quan và chụp ảnh nhất ở Tây Nam Hoa Kỳ. Nó nằm ở vùng đất Navajo gần Page, Arizona. Antelope Canyon gồm hai hẻm nhận ánh sáng riêng biệt, là Thượng Antelope Canyon hay The Crack; và Hạ Antelope Canyon hay The Corkscrew.
Trong tiếng Navajo, tên gọi cho Thượng Antelope Canyon là Tsé bighánílíní, nghĩa là "nơi mà nước chảy qua đá", cho Hạ Antelope Canyon là Hazdistazí (được cơ quan quản lý các vườn quốc gia và giải trí Navajo quảng cáo là "Hasdestwazi"), hay "vòm đá xoắn ốc."  Cả hai nằm trong LeChee Chapter của Navajo Nation.

## Du lịch và chụp ảnh

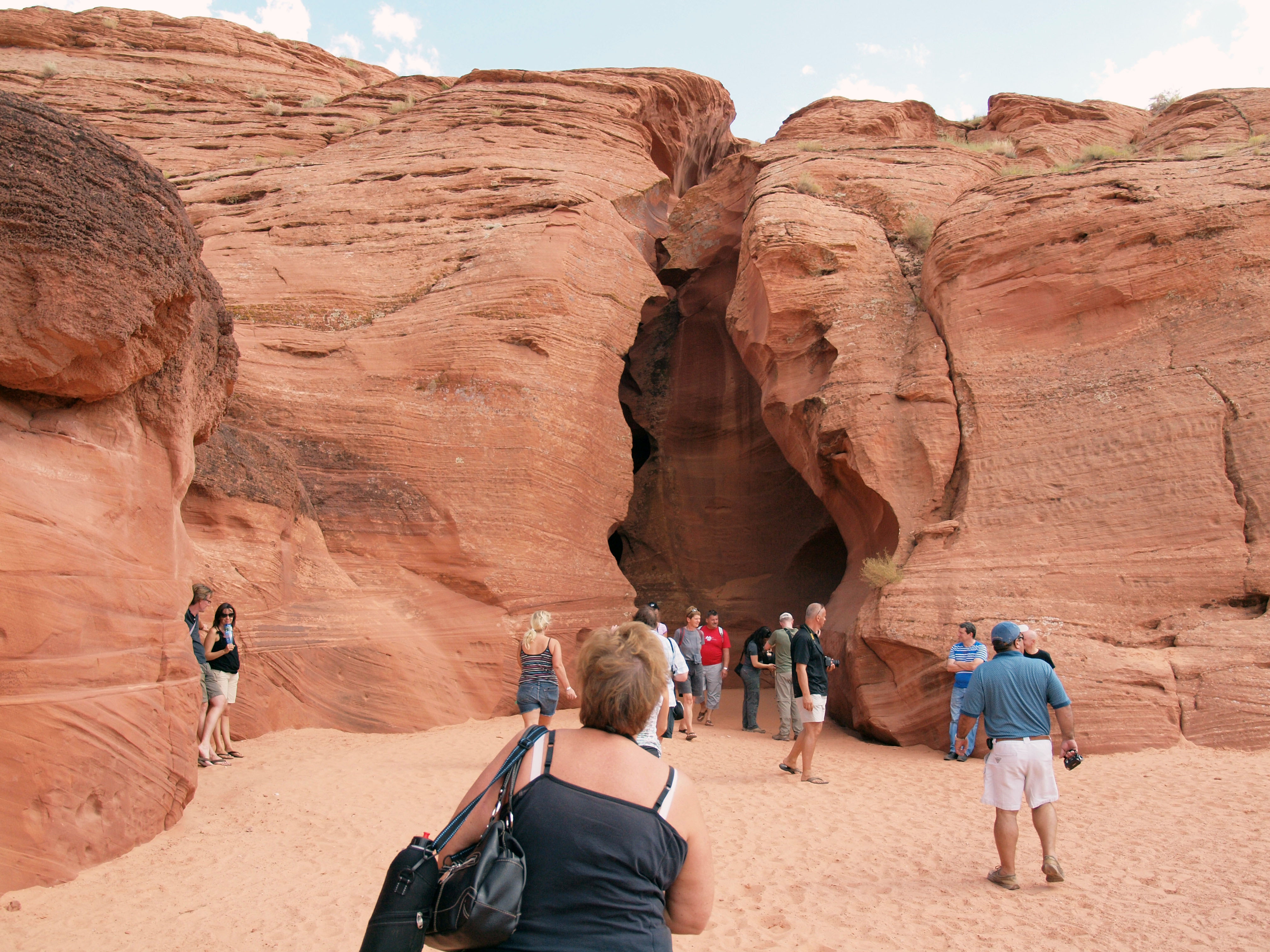
Lối vào

Antelope Canyon là một điểm thu hút các nhà nhiếp ảnh và khách tham quan, và là nguồn thu từ du lịch của Navajo Nation. Nơi này mở cửa từ năm 1997, khi người Navajo lập nó thành công viên Navajo Tribal. Việc chụp ảnh trong các hẻm núi này khó khăn do dải phơi sáng rộng (thường 10 EV hoặc hơn) gây ra bởi sự phản xạ ánh sáng trên các vách của hẻm núi.

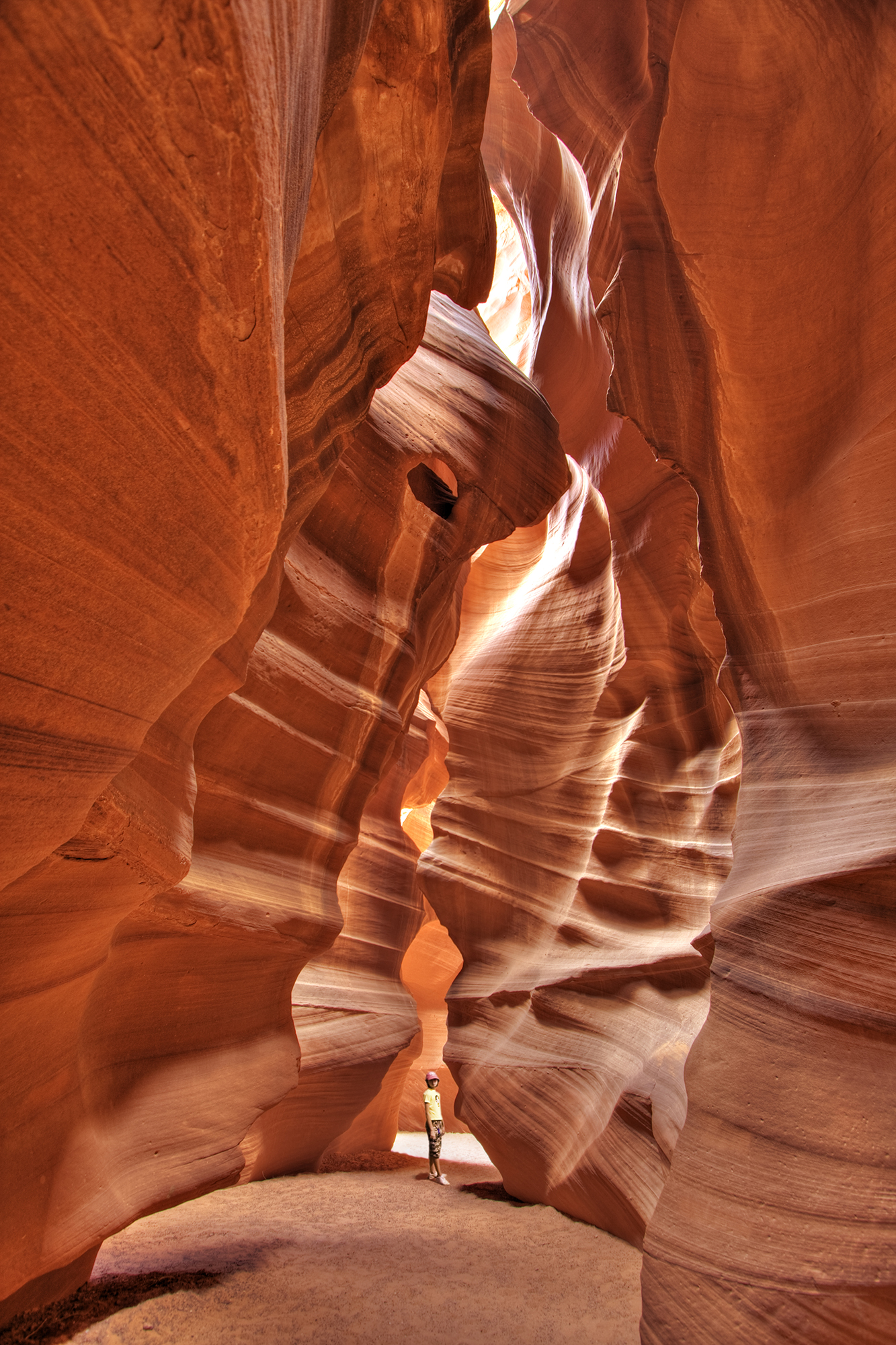
Bên trong Antelope Canyon thượng